# Shin-Ei Animation
Shin-Ei Animation Co., Ltd (シンエイ動画株式会社 (Shinei Động Họa Chu thức hội xã) Shin'ei Douga Kabushiki Gaisha) là một công ty sản xuất hoạt hình Nhật Bản thuộc sở hữu của Tổng công ty TV Asahi, công ty có trụ sở tại Nishitōkyō, Tokyo. Shin-Ei là xưởng phim đằng sau những loạt anime truyền hình nổi tiếng hiện tại vẫn còn lên sóng như Doraemon (từ 1979) và Shin - Cậu bé bút chì (từ 1992).
Công ty ban đầu được Kusube Daikichirō (một nhân viên cũ từ Toei Animation) thành lập ở Tokyo vào năm 1965 lấy tên là A Production, về sau đổi tên thành Shin-Ei Animation vào năm 1976. Năm 2017, SynergySP trở thành công ty con của Shin-Ei.

## Danh sách sản phẩm
Những sản phẩm hiện đang chiếu trên truyền hình Nhật Bản được đánh dấu đậm.

### Anime truyền hình
Dưới tên A Production:

#### Thập niên 1970
- Shin Obake no Q-tarō (1971–1972), đồng sản xuất với Tokyo Movie Shinsha
- Ganso Tensai Bakabon (1975–1977), đồng sản xuất với Tokyo Movie Shinsha
- Doraemon (bản 1973) (1973)
- Ore wa Teppei (1977–1978, đồng sản xuất với Nippon Animation
- Ikkyuu-san (1978)

Dưới tên Shin-Ei Animation:
- Doraemon (bản 1979) (1979-2005)
- Nihon Meisaku Douwa Series: Akai Tori no Kokoro (1979)

#### Thập niên 1980
- Kaibutsu-kun (1980–1982)
- Ninja Hattori-kun (1981–1987)
- Game Center Arashi (1982)
- Fukuchan (1982–84)
- Perman (1983–87)
- Oyoneko Boonyan (1984)
- Pro Golfer Saru (1985–1988), hợp tác sản xuất với Studio Deen
- Obake no Q-tarō (1985–1087)
- Esper Mami (1987–1989)
- Ultra B (1987–89)
- Tsurupika Hagemaru-kun (1987–1989)
- Shin Pro Golfer Saru (1988)
- Biriken (1988–1989)[4] (1988–1989)
- Oishinbo (1988–1992)
- Obotchama-kun (1989–1992)
- Biriken Nandemo Shoukai (1989)[4]
- Warau Salesman (1989–1992)
- Chimpui (1989–1991)

#### Thập niên 1990
- Gatapishi (1990–91)
- Fujio Fujiko A's Mumako (1990)
- 808 Cho Hyori Kewaishi (1990)
- Dororonpa! (1991)
- 21-Emon (1991–1992)
- Crayon Shin-chan (1992–nay)
- Sasurai-kun (1992)
- Ninpen Manmaru (1997–1998)
- Yoshimoto Muchikko Monogatari (1998)
- Shuukan Storyland (1999–2001)

#### Thập niên 2000
- Jungle wa Itsumo Hare nochi Gū (2001)
- Atashin'chi (2002–09)
- Doraemon (bản 2005) (2005–nay)
- Futatsu no Kurumi
- Gokyoudai Monogatari (2009–2010)

#### Thập niên 2010
- Stitch! ~Zutto Saikō no Tomodachi~ (2010–2011), đồng sản xuất với Disney
- Are no Kishi (2012)
- Kuromajo-san ga Toru!!(2012–2014)
- Ninja Hattori-kun (2013–nay), đồng sản xuất với Reliance MediaWorks)
- Tonari no Seki-kun (2014)
- Denkigai no Honya-san (2014)
- Kaitō Joker (2014–2016)
- Amaama to Inazuma (2016), đồng sản xuất cùng TMS Entertainment
- Trickster (2016) đồng sản xuất cùng TMS Entertainment
- Shin Atashin'chi (2016)
- Warau Salesman NEW (2017)
- Yōkai Apartment no Yūga na Nichijō (2017)
- Pochitto Hatsumei: Pikachin-Kit (2018–2020), đồng sản xuất với OLM)
- Nhất quỷ nhì ma, thứ ba Takagi (2018–2022, ba mùa)
- Barangay 143 (2018–2019), đồng sản xuất với ASI Studios, Inc.
- Null & Peta (2019)[5]

#### Thập niên 2020
- Hachinan tte, Sore wa Nai Deshō (2020)
- Kin Daa Terebi (2020), đồng sản xuất với Lesprit
- Super Spy Ryan (2020) đồng sản xuất với Sunlight Entertainment và Pocket.watch[6]
- Pui Pui Molcar (2021–nay), đồng sản xuất với Japan Green Hearts[7]
- Idolls! (2021)[8]
- Mashiro no Oto (2021)
- iii Icecrin (2021–nay), đồng sản xuất với TIA
- The World Ends with You the Animation (2021), đồng sản xuất với DOMERICA)
- Kakkō no Iinazuke (2022), đồng sản xuất với SynergySP
- Chimimo (2022)
- Boku no Kokoro no Yabai Yatsu (2023-2024)[9]
- Bikkurimen (2023)[10]
- Chiyu Mahō no Machigatta Tsukai-kata (2024, đồng sản xuất với Studio Add)[11]
- Kyūjitsu no Warumono-san (2024, đồng sản xuất với Lesprit)[12]
- Okaimono Panda! (2024)[13]
- Nyaaaanvy (2024)[14]
- Muzik Tiger (2025)[15]

### Phim điện ảnh
Thập niên 1980
- Doraemon: Chú khủng long của Nobita (1980)
- 21 Emon: Uchū e Irasshai! (1981)
- Doraemon: Nobita và lịch sử khai phá vũ trụ (1981)
- Doraemon: Nobita thám hiểm vùng đất mới (1982)
- Hoàng tử quái vật (1982)
- Ninja Hattori (1982)
- Hoàng tử quái vật (1982)
- Doraemon: Nobita và lâu đài dưới đáy biển (1983)
- Ninja Hattori (1983)
- Perman - Cậu bé siêu nhân (1983)
- Doraemon: Nobita và chuyến phiêu lưu vào xứ quỷ (1984)
- Perman - Cậu bé siêu nhân (1984)
- Doraemon: Nobita và cuộc chiến vũ trụ (1985)
- Perman - Cậu bé siêu nhân (1985)
- Doraemon: Nobita và binh đoàn người sắt (1986)
- Obake no Q-tarō (1986)
- Pro Golfer Saru: Super Golf World e no Chousen!! (1986)
- Doraemon: Nobita và hiệp sĩ rồng (1987)
- Obake no Q-tarō (1987)
- Pro Golfer Saru: Kouga Hikyou! Kage no Ninpou Golfer Sanjou! (1987)
- Doraemon: Nobita Tây du kí (1988)
- Siêu nhân Mami (1988)
- Ultra B (1988)
- Doraemon: Nobita và nước Nhật thời nguyên thủy (1989)

Thập niên 1990
- Chinpui (1990)
- Doraemon: Nobita và hành tinh muông thú (1990)
- Doraemon: Nobita ở xứ sở nghìn lẻ một đêm (1991)
- 21 Emon: Uchū Ike! Hadashi no Princess (1992)
- Doraemon: Nobita và vương quốc trên mây (1992)
- Oishinbo  (1992)
- Doraemon: Nobita và mê cung thiếc (1993)
- Crayon Shin-chan: Action Kamen vs Haigure maō (1993)
- Oishinbo (1993)
- Doraemon: Nobita và ba chàng hiệp sĩ mộng mơ (1994)
- Crayon Shin-chan: Buriburi ōkoku no hihō (1994)
- Doraemon: Đấng toàn năng Nobita (1995)
- Crayon Shinchan: Unkokusai no Yabō (1995)
- Doraemon: Nobita và chuyến tàu tốc hành Ngân Hà (1996)
- Crayon Shin-chan: Henderland no Daibōken (1996)
- Doraemon: Nobita và cuộc phiêu lưu ở thành phố dây cót (1997)
- Crayon Shinchan: Ankoku Tamatama Daitsuiseki (1997)
- Doraemon: Nobita du hành biển phương Nam (1998)
- Crayon Shin-chan: Dengeki! Buta no Hizume Dai Sakusen (1998)
- Doraemon: Nobita - Vũ trụ phiêu lưu kí (1999)
- Crayon Shin-chan: Bakuhatsu! Onsen wakuwaku dai kessen (1999)

Thập niên 2000
- Doraemon: Nobita và truyền thuyết vua Mặt Trời (2000)
- Crayon Shin-chan: Arashi o Yobu Jungle (2000)
- Doraemon: Nobita và những dũng sĩ có cánh (2001)
- Crayon Shinchan: Arashi o Yobu: Mōretsu! Otona Teikoku no Gyakushū (2001)
- Doraemon: Nobita và vương quốc robot (2002)
- Crayon Shin-chan: Arashi o yobu - Appare! Sengoku dai kassen (2002)
- Doraemon: Nobita và những pháp sư Gió bí ẩn (2003)
- Crayon Shin-chan: Arashi o yobu - Eikō no Yakuniku Road (2003)
- Perman - Cậu bé siêu nhân (2003)
- Atashin'chi (2003)
- Perman - Cậu bé siêu nhân (2004)
- Doraemon: Nobita ở vương quốc chó mèo (2004)
- Crayon Shin-chan: Arashi o yobu! Yūhi no Kasukabe Boys (2004)
- Crayon Shin-chan: Densetsu o yobu Buriburi - Sanpun pokkiri dai shingeki (2005)
- Doraemon: Chú khủng long của Nobita 2006 (2006)
- Crayon Shin-chan: Densetsu o yobu - Odore! Amigo! (2006)
- Kappa no Coo to Natsuyasumi (2007)
- Doraemon: Nobita và chuyến phiêu lưu vào xứ quỷ (2007) (2007)
- Crayon Shin-chan: Arashi o yobu - Utau ketsudake bakudan (2007)
- Doraemon: Nobita và người khổng lồ xanh (2008)
- Crayon Shin-chan: Chō arashi o yobu -Kinpoko no yūsha (2008)
- Doraemon: Nobita và lịch sử khai phá vũ trụ (2009) (2009)
- Crayon Shin-chan: Otakebe! Kasukabe yasei ōkoku (2009)

Thập niên 2010
- Doraemon: Nobita và cuộc đại thủy chiến ở xứ sở người cá (2010)
- Crayon Shin-chan: Chō jikū! Arashi o yobu Ola no hanayome (2010)
- Atashin'chi (2010)
- Doraemon: Nobita và binh đoàn người sắt (2011) (2011)
- Crayon Shin-chan: Arashi o yobu - Ōgon no spy daisakusen (2011)
- Doraemon: Nobita và hòn đảo diệu kì - Cuộc phiêu lưu của loài thú (2012)
- Crayon Shin-chan: Arashi o Yobu! Ola to uchū no princess (2012)
- Doraemon: Nobita và viện bảo tàng bảo bối (2013)
- Crayon Shin-chan: Bakauma! B-kyū Gourmet Survival!! (2013)
- Doraemon: Phiên bản mới • Nobita thám hiểm vùng đất mới - Peko và 5 nhà thám hiểm (2014)
- Crayon Shin-chan: Gachinko! Gyakushu no Robo To-chan (2014)
- Stand by Me Doraemon (2014)
- Doraemon: Nobita và những hiệp sĩ không gian (2015)
- Crayon Shin-Chan: Ora no Hikkoshi Monogatari Saboten Dai Shūgeki (2015)
- Doraemon: Phiên bản mới • Nobita và nước Nhật thời nguyên thủy (2016)
- Crayon Shinchan: Bakusui! Yumemi-World Dai Totsugeki! (2016)
- Gō-chan. ~Moco to Chinjū no Mori no Nakama-tachi~ (2017)
- Doraemon: Nobita và chuyến thám hiểm Nam Cực Kachi Kochi (2017)
- Shin – Cậu bé bút chì: Cuộc xâm lăng của người ngoài hành tinh Shiriri (2017)
- Doraemon: Nobita và đảo giấu vàng (2018)
- Gō-chan. ~Moco to Koori no Ue no Yakusoku~ (2018)
- Shin – Cậu bé bút chì: Kungfu Boys – Mì Ramen đại chiến (2018)
- Doraemon: Nobita và Mặt Trăng phiêu lưu ký (2019)
- Shin – Cậu bé bút chì: Chuyến trăng mật bão táp – Giải cứu bố Hiroshi (2019)

#### Thập niên 2020
- Doraemon: Nobita và những bạn khủng long mới (2020)
- Crayon Shin-chan: Gekitotsu! Rakuga Kingdom to Hobo Yonin no Yūsha (2020)
- Stand by Me Doraemon 2 (2020)
- Crayon Shin-chan: Nazo Meki! Hana no Tenkasu Gakuen (2021)
- Doraemon: Nobita no Little Star Wars 2021 (2022)
- Shin – Cậu bé bút chì: Truyền thuyết nhẫn thuật Ninja (2021)[16]
- Doraemon: Nobita và vùng đất lý tưởng trên bầu trời (2023)[17]
- Madogiwa no Totto-chan (2023)[18]
- Doraemon: Nobita và bản giao hưởng Địa Cầu (2024)[19]
- Eiga Crayon Shin-chan: Ora-tachi no Kyōryū Nikki (2024)[20]
- Bakeneko Anzu-chan (2024, đồng sản xuất với hãng phim Miyu Productions của Pháp)[21]
- Doraemon: Nobita no Esekai Monogatari (2025)[22]

### Phim ngắn
- Doraemon: Boku, Momotarō no nan'na no sa (1981)
- Dorami-chan: Mini-Dora SOS!!! (1989)
- Dorami-chan: Arara • Shounen Sanzoku-dan (1991)
- Tokimeki Solar Kurumaniyon (1992)
- Dorami-chan: Hello Kyōryū Kids (1993)
- Dorami-chan: Aoi Straw Hat (1994)
- 2112: Doraemon ra đời (1995)
- Dorami và đội quân Doraemon: 7 bí ẩn của trường đào tạo robot (1996)
- Đội quân Doraemon: Siêu đạo chích Dorapan và lá thư thách đấu (1997)
- Kaettekita Doraemon (1998)
- Đội quân Doraemon: Đại chiến thuật côn trùng (1998)
- Doraemon: Đêm trước đám cưới Nobita (1999)
- Đội quân Doraemon: Vương quốc bánh kẹo Okashinana (1999)
- Đội quân Doraemon: Chuyến tàu lửa tốc hành (2000)
- Doraemon: Kỉ niệm về bà (2000)
- Doraemon: Cố lên Jaian (2001)
- Dorami và Đội quân Doraemon: Đại náo công viên vũ trụ (2001)
- The Doraemons: Goal! Goal! Goal!! (2002)
- Doraemon: Boku no Umareta Hi (2002)
- Doraemon Anniversary 25 (2004)

### OVA/ONA
- Fujio Fujiko A's Mumako (1990)
- Jungle wa Itsumo Hare nochi Gū DELUXE (2002–2003)
- Jungle wa Itsumo Hare nochi Gū FINAL (2003–2004)
- Kimezō no Kimarimonku Ja Kimaranee (2010–2011)
- Potecco Babies (2010–2011)
- Tonari no Seki-kun (2014)
- Manga de Wakaru Shinryōnaika (2015)
- Crayon Shin-chan Gaiden (2016–2017)
- Trickster OVA: Episode 00 (2016)